# Marchesinia testudinea
Marchesinia testudinea là một loài Rêu trong họ Lejeuneaceae. Loài này được (Taylor) Kuntze mô tả khoa học đầu tiên.